# Ruta de California

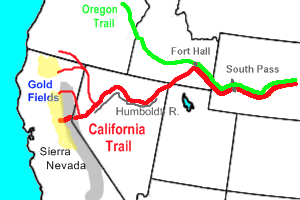
Ruta principal de la California Trail (línea roja gruesa), incluyendo las variantes Applegate-Lassen y Beckwourth (líneas rojas finas). En verde, la ruta de Oregón.

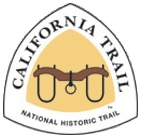
Señalizador de la autopista de la California Trail

La ruta de California (del inglés: California Trail) fue una de las principales vías de migración hacia el Oeste de los Estados Unidos a mediados del siglo XIX, que partía desde el estado de Misuri e iba hasta California. Fue utilizada por más de 250 000 colonos y luego buscadores de oro, para llegar a fundar granjas y a los campos de oro de California, desde principios de los años 1840 hasta la construcción de las vías del ferrocarril, a finales de 1860.
La ruta original tenía muchos ramales y recorría más de ocho mil kilómetros. Unos 1600 km del trazado de la ruta por la Gran Cuenca aún se conservan y han sido declarados como «Ruta Histórica Nacional de California» (California National Historical Trail), como evidencia histórica de la gran migración en masa hacia el Oeste, y son gestionados por el Servicio de Parques Nacionales (National Park Service). 

## Descripción
El recorrido de la ruta dependía tanto del punto de partida del viaje como del destino final en California, y también del tipo de vehículos y las cabezas de ganado que llevasen los emigrantes. La rama principal de la ruta que atraviesa las Grandes Llanuras era idéntica en la parte inicial a la ruta de Oregón y a la ruta Mormón, remontando el río Misuri y cruzando a través del actual estado de Nebraska siguiendo el río Platte y después del río Platte Norte hasta llegar al actual Wyoming. El camino seguía en Wyoming por el río Sweetwater, hasta cruzar la divisoria continental de América en el paso Sur (South Pass), donde la ruta se separaba de la ruta Mormón. Desde el paso Sur continuaba en dirección noroeste a lo largo del río Snake hasta llegar a Fort Hall, en el entonces territorio de Oregón (cerca de la actual Pocatello, sureste de Idaho), un fuerte de madera construido en 1834 por Nathaniel Jarvis Wyeth (1802–1856), un explorador e inventor norteamericano, como una aventura comercial, después de haber fracasado en la misión de establecer puestos comerciales de pieles, colonias y factorías del salmón en la región del río Columbia. El fuerte fue vendido en 1837 a la Compañía de la Bahía de Hudson.

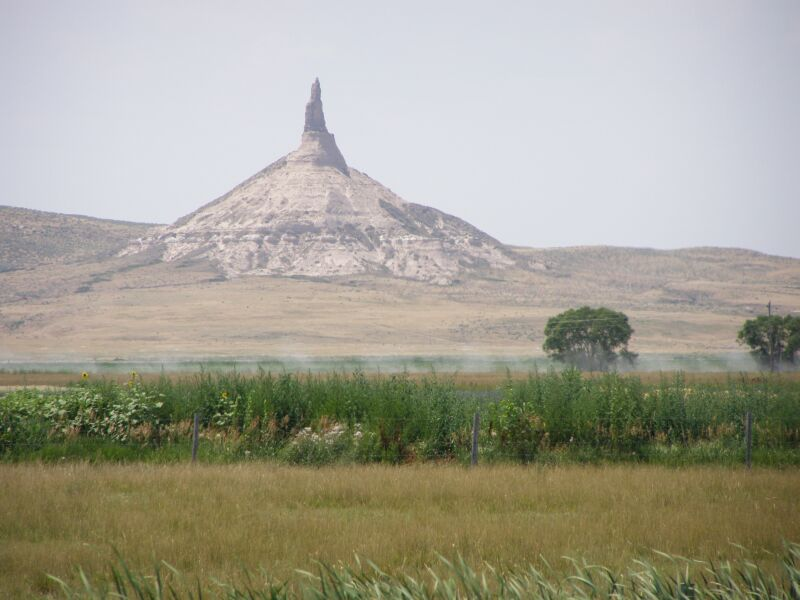
Chimney Rock, Nebraska
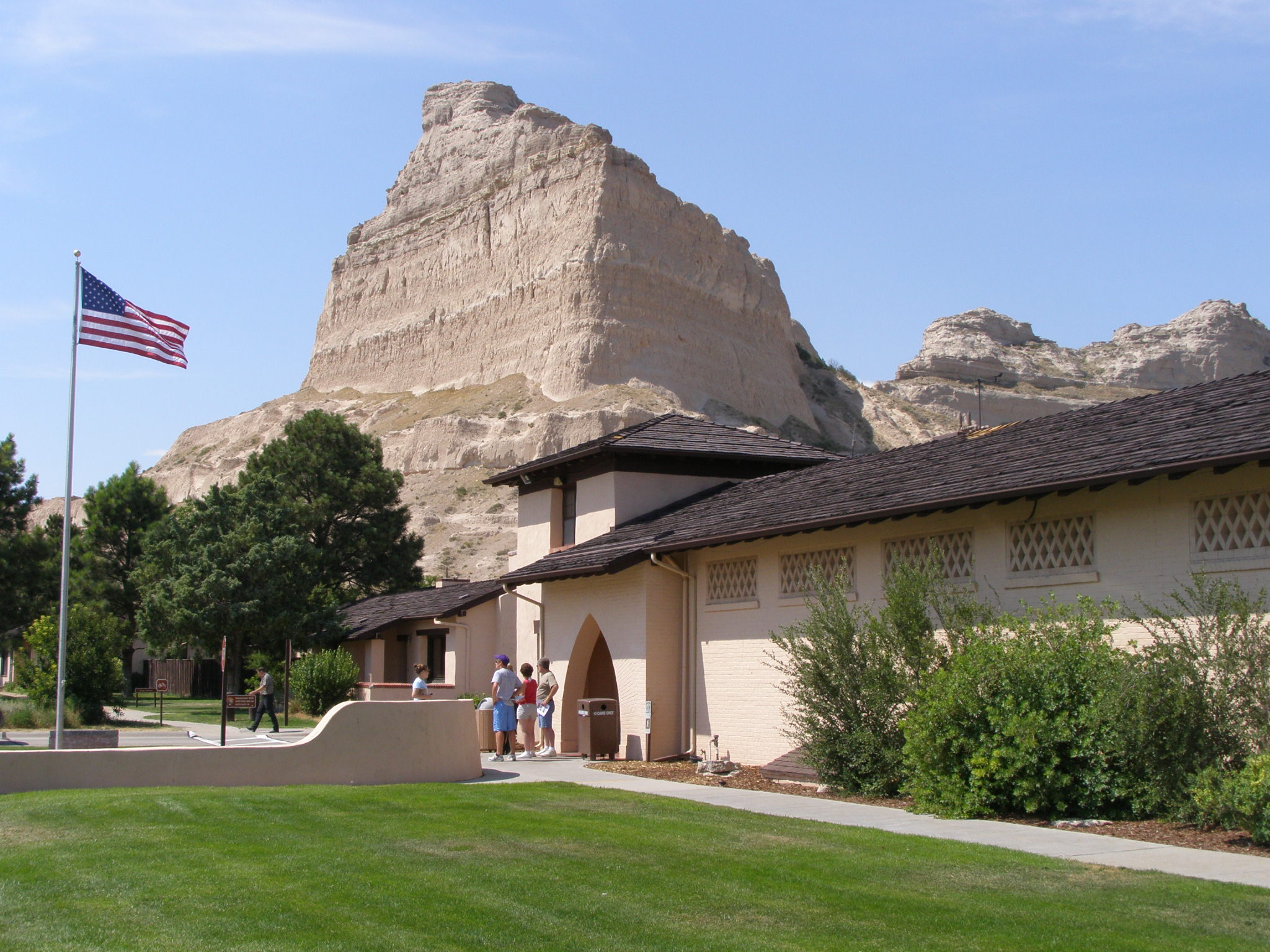
Scotts Bluff, Nebraska
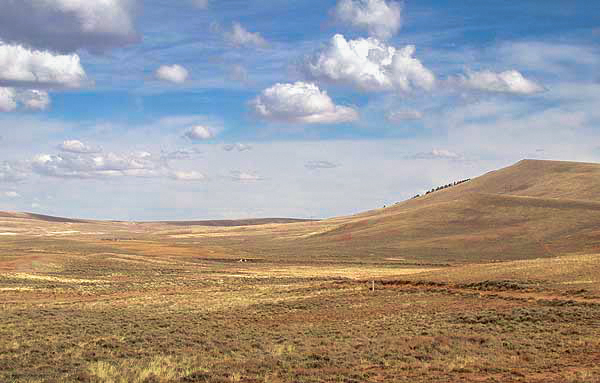
South Pass, en el oeste de Wyoming
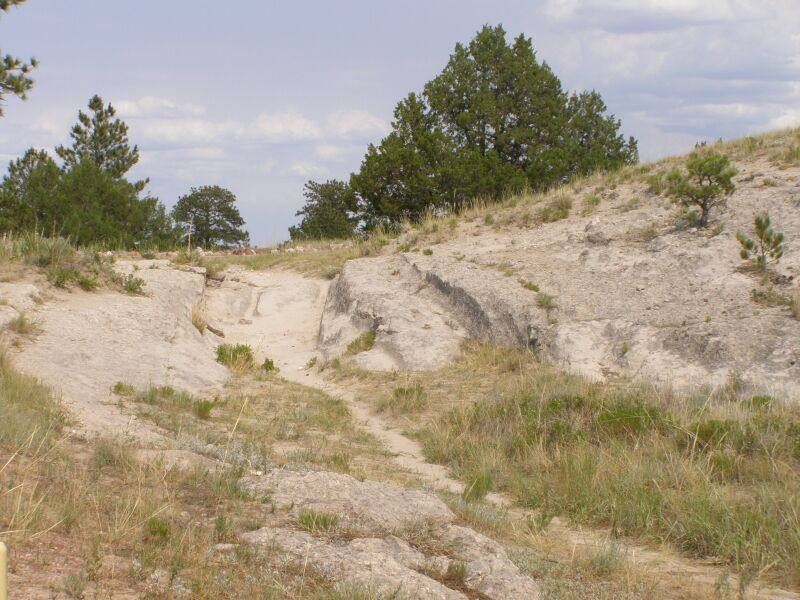
Trail Ruts, Wyoming

Al oeste de Fort Hall, remontaban el río Snake hasta la confluencia con el río Raft, donde la ruta de California se separaba de la ruta de Oregón. La ruta de California seguía el río Raft en dirección suroeste, bordeando por el este las montañas Red Rock, hasta algo al oeste del actual Almo (Idaho). A continuación, viraba hacia el Oeste, remontando el río del cañón del Emigrante (Emigrant Canyon), entrando en la región de City of Rocks (actualmente, City of Rocks National Reserve). Pasaba a la otra vertiente y descendía un corto tramo por el arroyo Trail y luego el arroyo Junction, hasta llegar al arroyo Granite, que remontaba hacia el Oeste hasta llegar al Granite Pass. Descendía al otro lado hasta llegar al arroyo Goose, que seguía en dirección Suroeste, aguas abajo, a lo largo del arroyo Goose, hasta la confluencia con el arroyo Little Goose. Remontaban el Little Goose y cambiaban de vertiente, hacia el suroeste, descendiendo por el arroyo Rock Spring. 
Pasaba a través del valle Thousand Springs, y después a lo largo del arroyo West Brush hasta el arroyo Willow, y luego a la cabecera del río Humboldt, en el noreste del actual estado de Nevada. La ruta seguía la orilla norte del Humboldt a través de Nevada, pasando por el estrecho cañón Carlin, que en los períodos de aguas altas era casi intransitable. Al oeste del cañón Carlin la ruta subía a través del paso del Emigrante (Emigrant Pass), descendiendo a través del cañón del Emigrante (Emigrant Canyon) para reunirse nuevamente al río Humboldt cerca de Gravelly Ford. Aquí, en Gravelly, la ruta se dividía en dos ramas, siguiendo cada una la orilla norte y la orilla sur del río. Ambas ramas se volvían a unir en Humboldt Bar.
La ruta seguía remontando el río Humboldt hasta su cabecera en Humboldt Sink, un lago estacional donde desaparecía. Aquí de nuevo divergía la ruta, siguiendo cada una el valle de un río: una, el río Truckee (de las Truchas) y otra el río Carson. La Truckee River Route que llegaba desde el oeste a través del desierto de las Cuarenta Millas (Forty Mile Desert) y alcanzaba el río Truckee en la actual Wadsworth (Nevada). Este camino remontaba aguas arriba el río Truckee hasta el lago Donner, cruzando la Sierra a través del Donner Pass (2.160 m). A continuación, venía una de las etapas más peligrosas para los carros, la brecha del Emigrante (Emigrant Gap), una vertiente con una zona casi de acantilados que debía de ser descendida con cuerdas. En el lugar hay colocada una placa en memoria de esta hazaña: 

La primavera de 1845 vio los primeros carromatos cubiertos superar la Sierra Nevada. Dejaron este valle, ascendieron a la cresta, y voltearon hacia el Oeste a la antigua Brecha del Emigrante. Los carromatos se descendieron con cuerdas al piso del valle Bear. Cientos siguieron, antes, durante y después de la fiebre del oro. Esta era una parte peligrosa de la ruta terrestre de los emigrantes

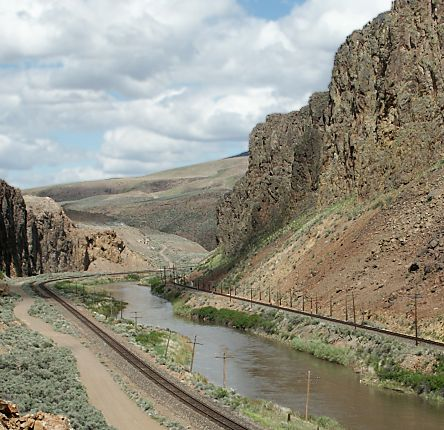
Río Humboldt, en Nevada
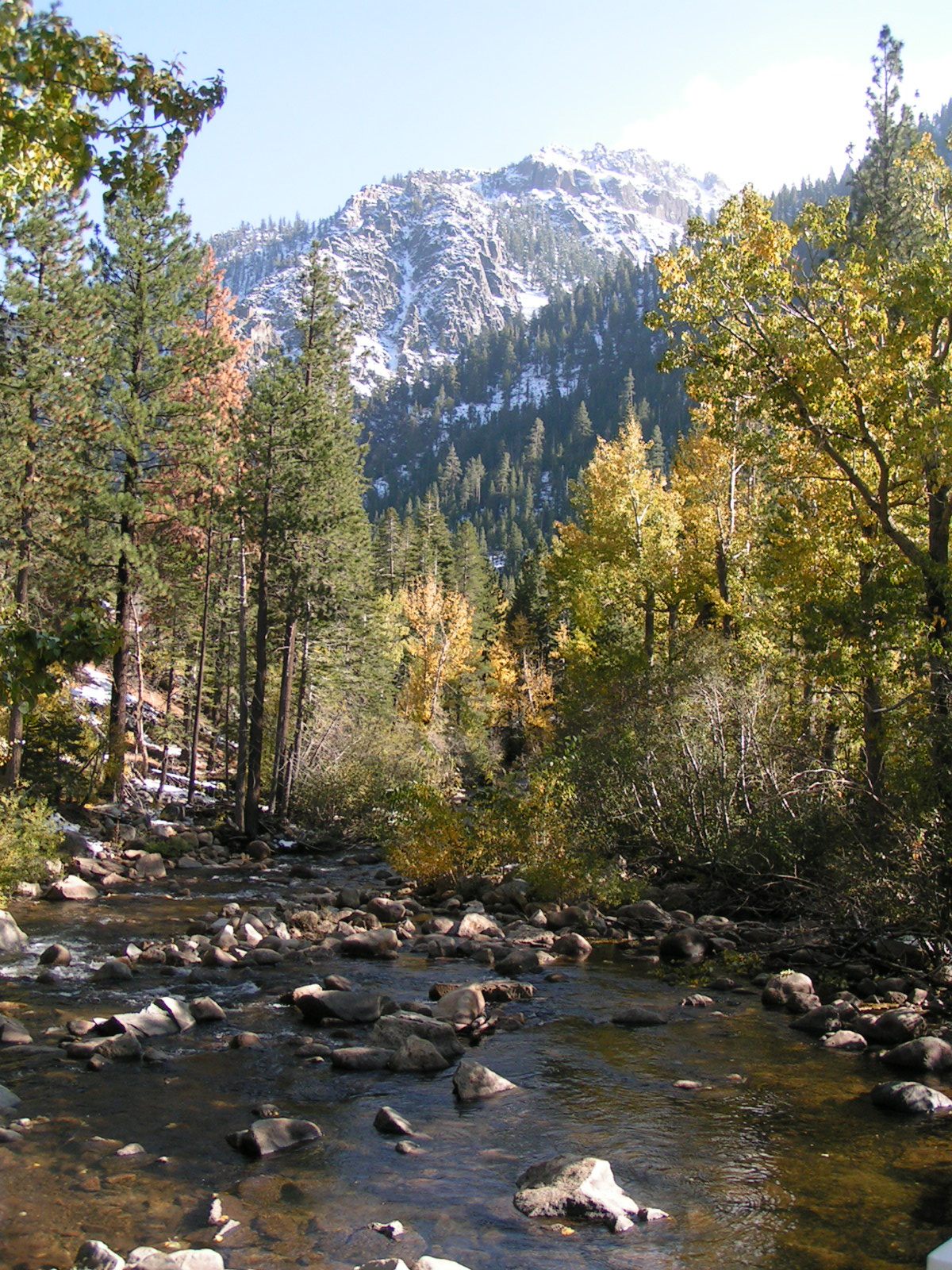
West Fork del río Carson, al este de Hope Valley en el condado de Alpine (California)
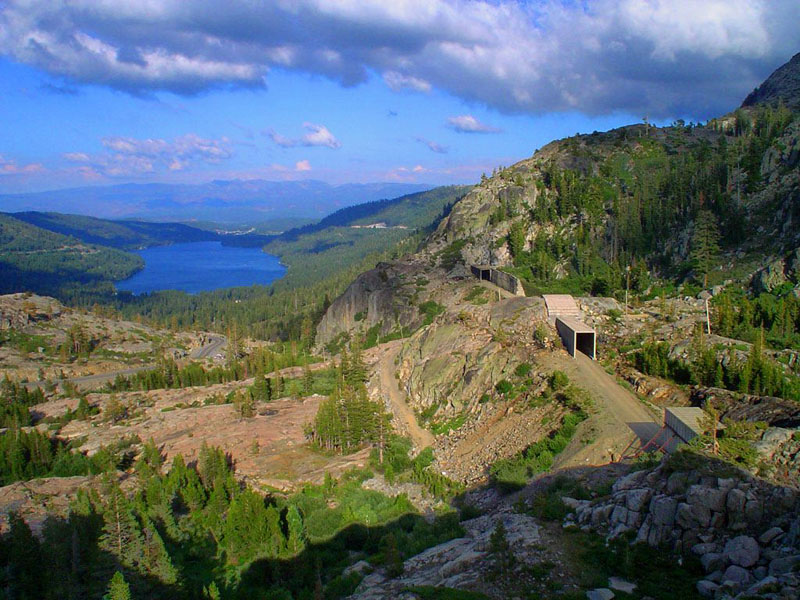
Donner Pass, California
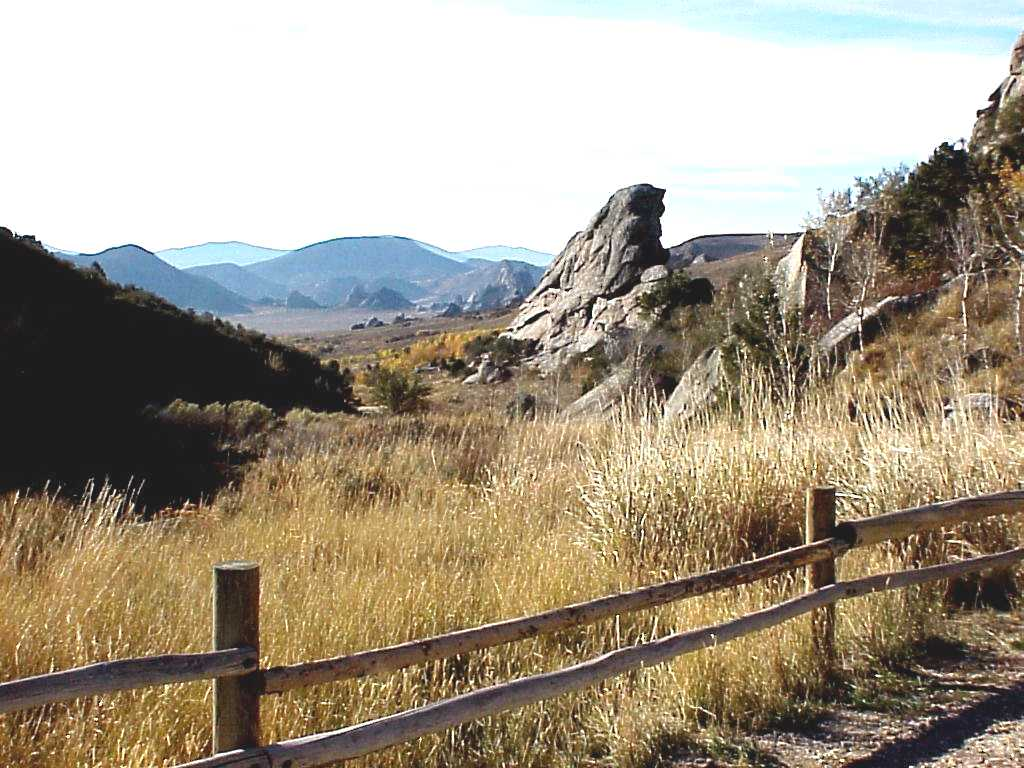
Vista desde el NPS de North Fork Trailhead en la City of Rocks National Reserve, en Idaho

La ruta de Carson (Carson Trail), también conocida como la ruta del río Carson (Carson River Route) seguía al sur a través del desierto de las Cuarenta Millas, bordeando el extremo occidental de la Carson Sink y alcanzaba el río Carson cerca de la actual Fallon (Nevada). El camino seguía aguas arriba el río Carson y cruzaba la cresta de la Sierra a través del Carson Pass. Ambos senderos terminaban en Sutter's Fort, que se encontraba donde está hoy Sacramento, California. 
La ruta Beckwourth (Beckwourth Trail) (también conocida como el atajo Beckwourth, Beckwourth Cutoff) dejaba la ruta del río Truckee en Truckee Meadows (actualmente, Sparks, Nevada), siguiendo al norte hasta Beckwourth Pass y, a continuación, hacia el oeste, a través de los actuales condados californianos de Plumas, Butte y Yuba, en el gran Valle Central, terminando en Marysville, California. 
El atajo Applegate-Lassen (Applegate-Lassen Cutoff) dejaba la ruta de California cerca del actual embalse de Rye Patch, y pasaba por el desierto Black Rock y el cañón High Rock hasta el lago Goose. Aquí la ruta se dividía, con el atajo Lassen siguiendo al sur en el Valle de Sacramento a lo largo del río Pit; la ruta Applegate (Applegate Trail) seguía al oeste, por el sureste de Oregón, a lo largo del río Lost y finalmente hasta el valle Willamette, en Oregón, siguiendo la pista de la ruta Siskiyou (Siskiyou Trail) desde el centro-sur de Oregón hasta Portland, Oregón. 

## Historia

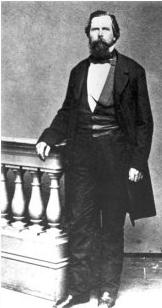
John Bidwell.

### Primeras exploraciones
La zona de la Gran Cuenca por la que discurría la ruta había sido solo en parte explorada durante los días del imperio español y mexicano. En 1828-1829, Peter Skene Ogden, dirigiendo varias expediciones de la Compañía de la Bahía de Hudson, exploró gran parte del valle del río Humboldt. En 1834, Benjamin Bonneville, un oficial del Ejército de los Estados Unidos licenciado para llevar a cabo una expedición al oeste financiada por John Jacob Astor, envió a Reddeford Joseph Walker hacia el Oeste desde el río Green, (hoy en día en Wyoming) con la misión de encontrar una ruta a California. Dos eran los grandes obstáculos que la ruta debía de salvar: el desierto del Gran Lago Salado y cruzar las montañas de Sierra Nevada. Walker confirmó que el río Humboldt constituía una arteria natural para atravesar la Gran Cuenca.

### La caravana Bidwell–Bartleson (1841)
A lo largo de la década de 1840, la ruta comenzó a ser utilizada esporádicamente por los primeros colonos. El primer grupo que utilizó la ruta fue encabezado por John Bidwell (1819–1900), que partió en 1841 con el primer grupo organizado, la Bidwell-Bartleson, con el fin de llegar al norte de California a través del río Humboldt. Siguieron la ruta de Oregón hasta Soda Springs (Idaho), donde emprendieron rumbo Sur a lo largo del río Bear luego hacia el Oeste, al norte del Gran Lago Salado, en busca de un camino hacia el río Humboldt. Cerca del pico Beyond Pilot tuvieron que abandonar las carretas, aunque alcanzaron el Humboldt al oeste de la actual Elko, en la que más tarde sería el ramal conocido como Atajo Hastings. Siguieron a lo largo del río hasta su desembocadura, cruzaron el desierto al sur, alcanzaron el río Walker, que remontaron ascendiendo la Sierra en la misma región en que lo hizo en 1828 Jedediah Smith. Cruzaron cerca del actual paso de Sonora y descendieron hasta el valle de San Joaquín, y más tarde fundaron Chico, en el valle de Sacramento. 
A pesar de fracasar en su intento de alcanzar con los carros California, el grupo Bidwell–Bartleson consiguió viajar con el ganado a lo largo del río de Humboldt, que se convertiría en la principal arteria hacia California en los años siguientes. Recorrieron unos 3700 km en una única temporada (verano e invierno), viajando unos 25−30 km cada día durante unos cinco meses. Cuando estalló la fiebre del oro en 1849, ya se habían formado caminos para carretas a lo largo de ambas orillas del río Humboldt, desde Gravelly Ford a Humboldt Sink. 
Dos años más tarde, en 1843, Joseph Chiles siguió la misma ruta. 

### La caravana Stephens–Townsend–Murphy (1843)
En 1844, Caleb Greenwood (ca. 1763–ca. 1850) ya con ochenta años y mucha experiencia en la región, con cincuenta personas, el grupo de Stephens–Townsend–Murphy, dirigió la primera caravana que consiguió cruzar Sierra Nevada con unos cuarenta carros. Mientras conducía el grupo por la ruta de la Emigración en Wyoming, Greenwood sugirió que en lugar de seguir el camino al sur, hasta Fort Bridger, la caravana abandonara el camino principal cerca del río Little Sandy y se encaminara al oeste a través de Wyoming cruzando el desierto para reunirse con la ruta principal en el valle del río Oso. La nueva ruta atajaba 85 millas y reducía en 7 días el viaje, pero era arriesgada ya que unas 45 millas discurrían por una zona sin agua. El grupo cruzó la Sierra cerca del paso Donner (Truckee). De los cincuenta que partieron, 52 llegaron a California, ya que en el viaje hubo dos nacimientos. A su llegada a California, el grupo se asentó en San José/Cupertino, donde el arroyo Stevens lleva su nombre.
El camino, que evitaba tener que pasar por el cañón del río Truckee (Truckee River Canyon), adquirió popularidad después de que se detallara en un popular libro publicado por Joseph Ware en 1849. Ware erróneamente llamó a la ruta el atajo Sublette, según Salomón Sublette, que le había descrito a él el camino. La ruta alcanzó su cima de popularidad durante la fiebre del oro de California, cuando la necesidad de llegar antes compensaba los riesgos. 
Los historiadores se refieren ahora a la ruta como el atajo Sublette–Greenwood, en honor de Greenwood.

### La caravanas Hastings (1846)

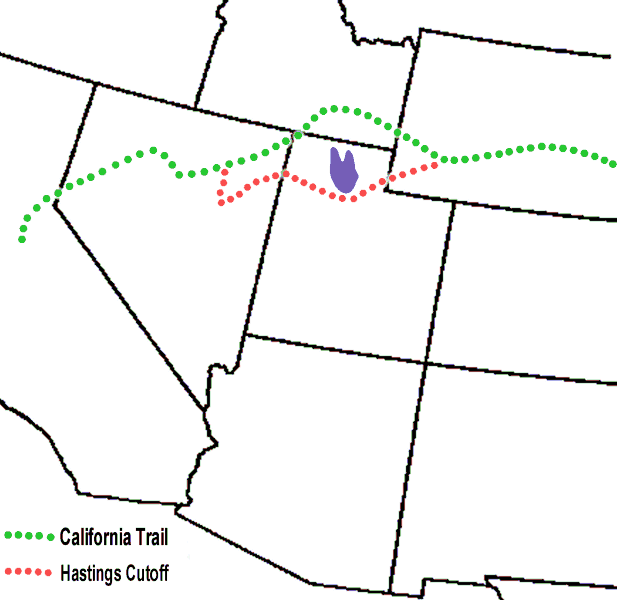
El Atajo Hastings (en rojo), al sur del Gran Lago Salado.

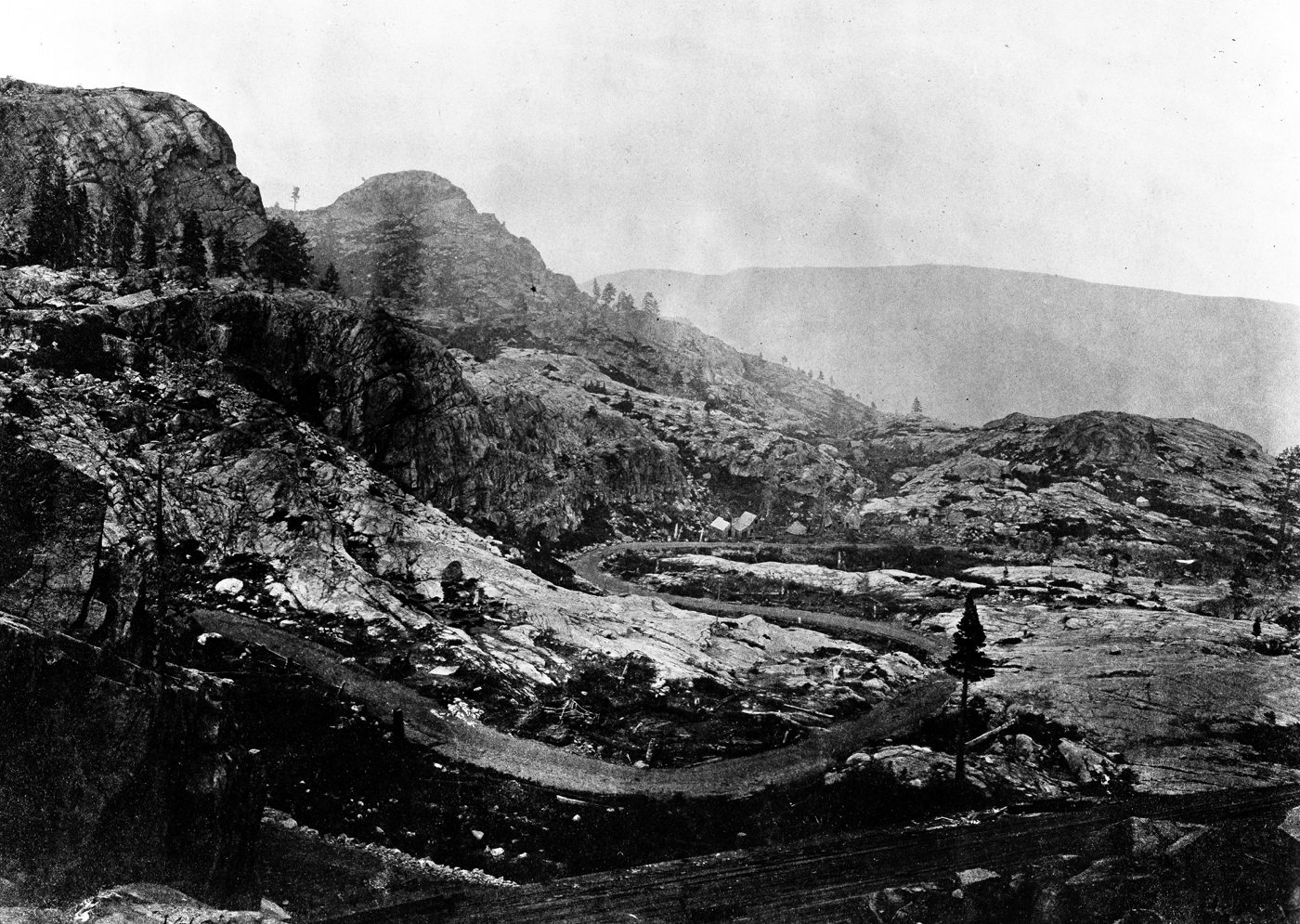
El paso Donner (1870).

En 1845, John C. Frémont (1813–1890) y Lansford Hastings (c. 1819–1870) guiaron grupos que totalizaban varios cientos de colonos a lo largo del camino de California. Al año siguiente Hastings persuadió a una parte de los emigrantes a seguir su «acceso directo», que corría al sur de la ruta principal.
Hastings había escrito una obra, The Emigrants' Guide to Oregon and California, para inducir a los norteamericanos a ir a California con la esperanza de que pudiesen hacer una revolución sin sangre, al ser numéricamente superiores a los mexicanos. Describió en términos exaltados California y dio consejos prácticos para los viajeros por tierra. Contrariamente a la creencia popular, en su libro no promovió el atajo que ahora lleva su nombre, ya que se limitó a describir en una sola frase una posible ruta:

El camino más directo sería dejar la ruta de Oregón, unas doscientas millas al este de Fort Hall; desde allí orientarse oeste-suroeste, a Salt Lake, y desde allí continuar hasta la bahía de San Francisco.
Hastings, p. 137-138. 

Sin embargo, Hastings publicó este consejo antes de haber viajado él mismo por esa ruta, y no era consciente de las dificultades que había que afrontar para cruzar la cordillera Wasatch y las salinas del oeste de Utah. 
Publicado en Cincinnati en la primavera de 1845, la guía de Hastings influyó en la emigración a California, aunque no en la medida en que había esperado. En agosto de ese año, Hastings y un pequeño grupo partieron hacia California, llegando a Sutter's Fort en el Día de Navidad. Después de pasar el invierno allí, Hastings salió del fuerte el 11 de abril de 1846, en dirección este con otro pequeño grupo. Él y dos compañeros se detuvieron en el río Sweetwater, donde esperaron a que llegase la emigración del año. Un viajero procedente del este se encontraba con una carta abierta de Hastings a los emigrantes, que les invitaba a reunirse con él en Fort Bridger. Desde allí, Hastings dijo que les llevaría a una nueva ruta que reduciría considerablemente el tiempo y la distancia. De sesenta a setenta y cinco carros viajaron con Hastings por este atajo y llegaron a salvo a California. El grupo Donner, que venía después de él, perdió más de tres semanas en el supuesto atajo al atravesar los montes Wasatch. Llegaron tarde a Sierra Nevada y quedaron atrapados por la nieve. De los 89 pioneros que partieron, solamente 48 sobrevivieron, tras haber enviado un grupo en busca de ayuda que debió de recurrir al canibalismo.

### La fiebre del oro
El goteo de emigrantes se convertiría en una avalancha tras el descubrimiento de oro en California en 1848, el mismo año en que los EE. UU. "adquirieron" el Suroeste en el Tratado de Guadalupe Hidalgo. En los meses que siguieron al anuncio público del descubrimiento por el Presidente James K. Polk, a finales de 1848, decenas de miles de buscadores de oro se dirigieron hacia el Oeste a buscar fortuna, en lo que es conocido como la Fiebre del Oro de California. 
La ruta occidental era ardua y estaba llena de peligros potenciales para los no bien equipados. Los nativos americanos no eran el principal de los problemas en los primeros años que siguieron al descubrimiento de oro en California, cuando la afluencia de viajeros aumentó las tensiones entre los emigrantes y la población nativa de América. Los cruces de los ríos, con muchos ahogamientos, las enfermedades y la hambruna fueron causas de muerte más frecuentes en el largo viaje y los pioneros tenían que estar bien preparados. A pesar de la imagen popular de las películas de Hollywood, la mayoría de los carretas iban tiradas por bueyes en lugar de caballos por dos sencillas razones: el buey era más lento,  por lo que si se escapaba en la noche era más fácil capturarlos; en segundo lugar, cuando comenzaban a faltar alimentos -como ocurría a menudo en las últimas etapas- el buey era mejor alternativa como alimento que el caballo.

## Legado
Durante las escaramuzas entre los incursores de Kansas y Misuri que precedieron a la guerra civil estadounidense, conocidas como Bleeding Kansas («Kansas sangriento»), los puntos de partida para los convoyes de carros dirigidos al oeste se desplazaron al norte hacia Omaha (Nebraska). La rama del camino que siguió John Frémont desde Westport Landing hasta el valle de Wakarusa, al sur de Lawrence (Kansas), comenzó a ser conocida en la región como carretera de California (California Road). 
Parte de la ruta que cruza Nevada fue utilizada por la compañía Central Pacific para la construcción de la primera parte del ferrocarril transcontinental. En el siglo XX, la ruta se utiliza para las carreteras modernas, en particular, la carretera Interestatal 40 y luego la 80. Rodadas de las ruedas de las carretas y algunos nombres de emigrantes, escritos en las rocas con grasa de los ejes, todavía pueden verse en la Reserva nacional de City of Rocks, en el sur de Idaho.